# Rucava
Rucava är en kommunhuvudort i Lettland.   Den ligger i kommunen Rucavas novads, i den västra delen av landet, 200 km väster om huvudstaden Riga. Rucava ligger 12 meter över havet och antalet invånare är 547.
Terrängen runt Rucava är platt, och sluttar västerut. Runt Rucava är det ganska glesbefolkat, med 34 invånare per kvadratkilometer. Det finns inga andra samhällen i närheten. Omgivningarna runt Rucava är en mosaik av jordbruksmark och naturlig växtlighet.